# Sultan (Washington)
Pour les articles homonymes, voir Sultan (homonymie).
Sultan est une ville du comté de Snohomish dans l'État de Washington.
La ville a été fondée en 1880, et incorporée en 1905. Son nom vient d'un prospecteur d'or appelé Tsul-tad, dont le nom a été anglicisé.
En 1968 la ville a été visitée par plus de 20 000 hippies le temps du festival de musique Sky River Rock Festival . Une nouvelle édition du festival a eu lieu en 2017.
En 2010, la population est de 4 651 habitants.